# Solitaire (casse-tête)
Pour les articles homonymes, voir Solitaire.
Le solitaire est un jeu qui, comme l'indique son nom, se pratique seul. Le joueur déplace des pions (généralement des billes ou des fiches) sur un plateau dans le but de n'en avoir plus qu'un seul.

## Histoire
L'origine exacte du solitaire est inconnue.
Il est peut-être la réduction à un seul joueur d’un jeu de pions de type « chasse », comme le jeu du renard et des poules. La forme en croix (ou basée sur une croix) du tablier, classique dans le jeu du renard et des poules, et la capture en sautant, comme aux dames, pourraient le laisser penser. 
On ne peut dire qu’il est décrit par Ovide car, ce qu’Ovide évoque, dans L'Art d'aimer (Ars Amatoria) et les Tristes (Tristia), c’est un jeu d’alignement, du type morpion, mérelles ou jeu du moulin. Or le solitaire n’est clairement pas un jeu d’alignement.
Les références médiévales (Roman d'Alexandre, vers 1340 ; inventaire du roi d’Angleterre Édouard IV, au XVe siècle, où le jeu Fox and Geese n'est jamais que le renard et les poules) désignent des jeux de chasse pour deux joueurs. Le jeu nommé « renard » dans la longue liste des jeux énumérés par Rabelais dans Gargantua (1534) est encore ce même jeu du renard et des poules. 
Le Mercure galant d’août 1697 donne la première description connue du jeu du solitaire. P. 88, on lit :
« Le jeu appellé du Solitaire est tellement à la mode, que vous & vos Amies, vous ne serez pas fachées d’en avoir des regles certaines. Vous les trouverez dans les deux Lettres qui suivent. Elles vous feront connoistre en combien de manieres differentes ce Jeu peut estre joüé. »
Suivent deux longues « lettres sur le jeu du solitaire », p. 89-134, qui expliquent le jeu à un correspondant. Le rédacteur anonyme suggère que le jeu du solitaire « est Americain de Nation », ce qui paraît peu vraisemblable, mais s’empresse d’ajouter : « De quelque pays que soit cet Etranger, il a esté bien receu en France, où il vient d’arriver. Il plaist à la Cour, à Paris, & dans la Province ; on le veut avoir partout. »
Le mois suivant, une troisième puis une quatrième lettre paraissent dans le Mercure galant de septembre 1697. Cette troisième lettre (p. 58-84) expose plusieurs variantes du jeu. La quatrième lettre (p. 262-266) nous avertit « que le Sr Gerard Jollain, Marchand [d’estampes], ruë S. Jacques à l’Enfant Jesus, en a gravé deux differentes avec plusieurs manieres de le joüer. […] Il a fait un Damier de la même sorte enrichy d’ornemens ; & un Jeu du Renard avec les regles. Ces Jeux montez, enluminez de diverses couleurs, & garnis de leurs bâtons, marques & fiches, ne se vendent que huit sols chacun. »
Deux gravures de la même époque attestent de cette mode du solitaire à Paris : Madame la Princesse de Soubise, joüant au Jeu du Solitaire, par Claude Auguste Berey, et Dame de Qualité Joüant au Solitaire, par Henri Bonnart, et une autre de même titre par Trouvain. Elles paraissent dater des mêmes années 1697 et 1698. On note que le jeu paraît viser un public féminin.
De son côté, Gottfried Wilhelm Leibniz consacre un paragraphe au jeu dans son article « Annotatio de quibusdam ludis, inprimis de ludo quodam sinico, differentiaque scachici & latrunculorum, & novo genere ludi navalis », publié dans Miscellanea Berolinensia ad incrementum scientiarum, 1710, p. 22-26. Le solitaire fut l'objet d'un certain engouement tout au long du XVIIIe siècle. Il fera l'objet d'analyses approfondies au XIXe siècle.

## Types de plateaux

Différentes formes de tablier :
1. européen, XVIIe siècle, 37 trous ;
2. J. C. Wiegleb, 1779, Allemagne, 45 trous ;
3. asymétrique 3-3-2-2, XXe siècle ;
4. anglais, 33 trous ;
5. diamant, 41 trous ;
6. triangulaire, 15 trous.

Plusieurs types de plateaux de jeu existent, les plus courants sont les plateaux anglais (en forme de croix grecque) et européen (en forme de cercle). En comptant celui du milieu, le plateau anglais compte 33 trous et l'européen 37. Il existe aussi des plateaux en forme de triangle comptant 15 trous.

## Règles du jeu
Mettre tous les pions dans les trous.

### Principe
Le joueur déplace des pions (généralement des billes ou des fiches) sur un plateau dans le but de n'en avoir plus qu'un seul. Si la bille restante n'est pas au centre, les règles diffèrent, mais la partie n'est pas perdue pour autant.

### Situation de départ
Toutes les cases sont remplies sauf une, généralement celle du milieu. Il peut y avoir des variantes et commencer par n'importe quel pion au début.

### But du jeu
Ne conserver qu'un seul pion et l'amener de préférence dans le premier trou libéré au départ.

### Déroulement
Pour supprimer des pions, il faut que deux pions soient adjacents et suivis d'une case vide. Le premier pion « saute » par-dessus le deuxième et rejoint la case vide. Le deuxième pion est alors retiré du plateau. Un pion ne peut sauter qu'horizontalement ou verticalement, et un seul pion à la fois.
Exemple (les « # » symbolisant les pièces, les « o » les cases vides) :
```
# # o
# → o
o o #
```

Des variantes existent. Le but peut être (pour le plateau européen) de commencer à une extrémité et de finir à l'autre ou (pour le plateau anglais) de commencer en vidant une case aléatoire pour finir par un pion sur cette même case.
Différentes figures existent également, où le joueur ne place pas tous les pions au départ sur le plateau.

## Configurations insolubles
Bien que le but affiché du jeu soit en général de démarrer avec un trou au centre du plateau pour finir avec un unique pion à la même place, cet objectif est impossible à atteindre avec le plateau européen.  Hans Zantema en a fait une démonstration élégante qui tient en quelques lignes, basée sur la numérotation suivante du plateau de jeu avec les lettres A, B et C (une lettre par diagonale, en alternant les lettres) :
```
     A B C

   A B C A B

 A B C A B C A

 B C A B C A B

 C A B C A B C

   B C A B C

     A B C
```

Si on commence avec un trou au centre du plateau, alors il y a au début du jeu 12 positions A, 12 positions B et 12 positions C couvertes par des pions. On peut vérifier également qu'après chaque coup, le nombre de positions A couvertes augmente ou diminue de un, ce qui est vrai aussi pour le nombre de positions B et C. Donc après un nombre de coups pair, il y a un nombre pair de positions A couvertes, et de même pour les positions B et C ; et après un nombre de coups impair, il y a un nombre impair de positions A couvertes, et de même pour les positions B et C. Comme le plateau européen comporte 37 trous, après avoir retiré le pion central il faudrait 35 coups pour arriver à un seul pion, donc le nombre de positions A, B et C couvertes devrait être impair, ce qui impossible avec un seul pion. Le meilleur score atteignable dans cette configuration est de finir avec deux pions sur le plateau.
En fait sur un solitaire à 37 trous, il n'est possible de gagner que si le premier trou est dans l'une des cases marquées d'un X sur le diagramme suivant:
```
     X O X

   O O X O O

 X O O X O O X

 O X X O X X O

 X O O X O O X

   O O X O O

     X O X
```

## Solutions
Voici une solution possible, avec le plateau européen :

Et en voici une pour le plateau européen avec trou central, permettant de terminer avec seulement deux pions :